# Айва татлиси
Айва татлиси — традиційний десерт турецької кухні з айви та цукру.

## Спосіб приготування
Айву промивають, розрізають навпіл, чистять від серцевини і шкірки.
У рукав для запікання викладають шкірку, кісточки від айви, гвоздику, запашний перець горошком іноді додають паличку кориці. Зверху — половинки айви, в які засипають цукор та заливають холодною водою та запікають в духовці.
Коли страва вже готова її поливають сиропом, додають морозиво та волоський горіх.